# Matthias von Arras

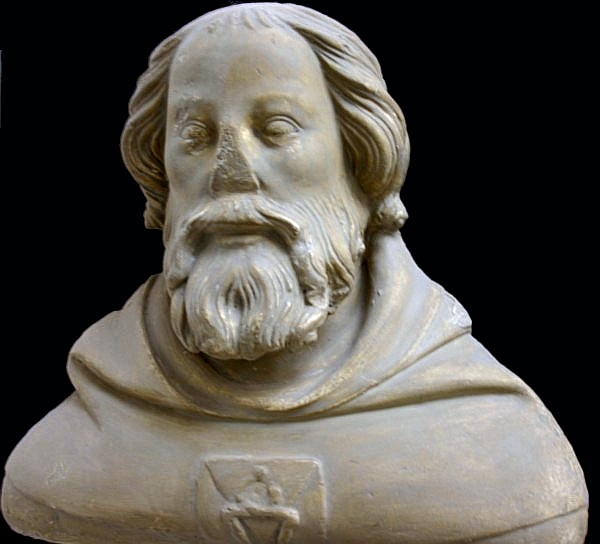
Matthias von Arras

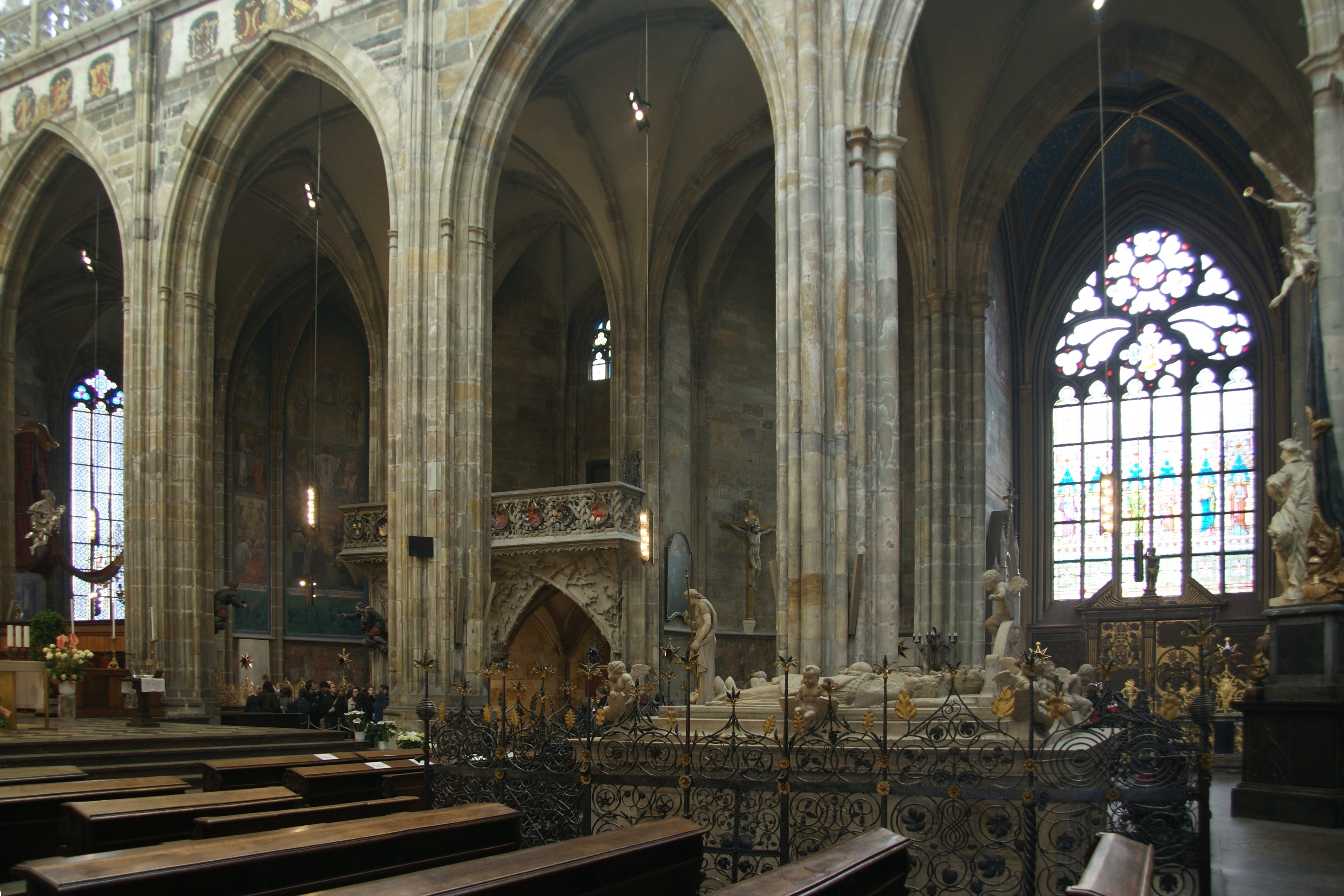
Das Arkadengeschoss des Veitsdoms aus der Bauzeit des Matthias von Arras

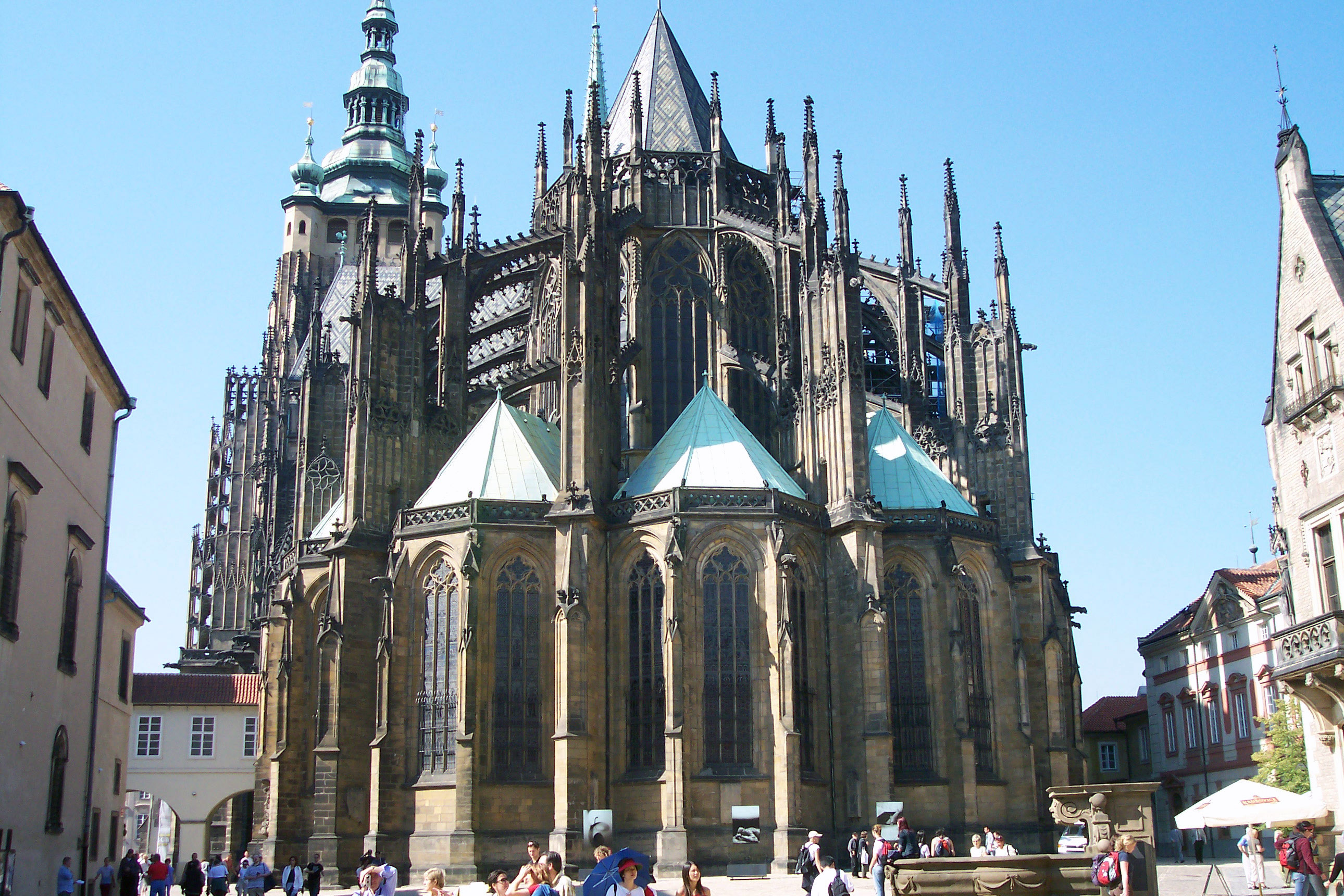
Chor des Veitsdoms. Der Kapellenkranz stammt von Matthias von Arras

Matthias von Arras (tschechisch Matyáš z Arrasu; französisch Matthieu d’Arras; * 1290 in Arras, Frankreich; † 1352 in Prag) war ein französischer Architekt und Baumeister, der in Böhmen wirkte.

## Leben
Matthias von Arras, Vertreter der spätgotischen französischen Architektur und Architekt auf dem päpstlichen Hof in Avignon, wurde vom König Johann von Luxemburg 1344 auf Empfehlung des mährischen Markgrafen und späteren Kaisers Karl IV. nach Prag berufen, um den Bau des Veitsdoms nach dem Vorbild der Kathedralen in Narbonne und Rodez zu übernehmen.
Der Grundstein wurde am 21. November 1344 gelegt und während der achtjährigen Bauzeit, bis zu seinem Tod, ließ er den Abschluss des Chores mit den Arkaden, den Wandelgang und fünf Kapellen und den gesamten östlichen Teil des langen Chores bauen.
1348 begann er für Karl IV. die Burg Karlstein zu bauen.
Seine stark beschädigte Tumba war ursprünglich im Nordseitenschiff des Prager Veitsdoms auf Höhe der Sakristei eingelassen. Sein Grabstein mit abgenutzt Inschrift wurde zusammen mit Peter Parlers Grabstein 1928 im Veitsdom nahe der Waldstein-Kapelle wiedergefunden.
Sein Nachfolger als Baumeister des Veitsdoms war Peter Parler.